# Ryu Ok-Hyon
Ryu Ok-Hyon (né le 18 avril 1965) est un athlète nord-coréen, spécialiste des courses de fond.

## Biographie
Il remporte la médaille d'or du 10 000 mètres lors des championnats d'Asie 1989, à New Delhi, dans le temps de 29 min 7 s 93.

### Palmarès
| Date | Compétition         | Lieu      | Résultat | Épreuve  | Performance   |
| ---- | ------------------- | --------- | -------- | -------- | ------------- |
| 1989 | Championnats d'Asie | New Delhi | 1er      | 10 000 m | 29 min 7 s 93 |

### Records
| Épreuve  | Performance    | Lieu   | Date        |
| -------- | -------------- | ------ | ----------- |
| 10 000 m | 28 min 26 s 86 | Moscou | 9 juin 1990 |